# Mesto slovesa
Mesto slovesa (izvirno francosko La Jetée) je kratki film francoskega režiserja Chrisa Markerja iz leta 1962. 
Ta 26 minut dolgi znanstvenofantastični film tvorijo skoraj izključno samo statični črno-beli fotografski posnetki. Zgodba se začne in konča na pariškem letališču Orly. 
Zgodba pripoveduje o življenju v zaradi atomske vojne uničeni prihodnosti. Preživeli poskušajo spremeniti svojo usodo s pomočjo potovanja skozi čas. Glavni lik je ujetnik, ki ga hočejo zaradi medlega spomina na otroštvo poslati nazaj v času na letališče Orly, preden je izbruhnila tretja svetovna vojna. 
Film je navdihnila klasika Alfreda Hitchcocka in njegovo delo Vrtoglavica, saj imata filma skupno obupno iskanje nekoga iz preteklosti. Tudi nekaj motivov prevzame Marker iz tega filma. 
Mesto slovesa je bil podlaga oziroma navdih za film Terryja Gilliama »Dvanajst opic«, posnetega leta 1996.